# Albert Feuillerat
Albert Feuillerat (* 16. Juli 1874 in Toulouse; † 3. November 1952 in New Haven (Connecticut)) war ein französischer Anglist, Romanist und Literaturwissenschaftler.

## Leben und Werk
Feuillerat studierte in Lyon, bestand 1899 die Agrégation für Englisch und war Gymnasiallehrer in Clermont-Ferrand. 1902 wurde er Maître de conférences an der Universität Rennes. Er habilitierte sich in der Anglistik mit den beiden Thèses John Lyly, contribution à l'histoire de la Renaissance en Angleterre (Cambridge 1910, Irvine, Alif. 1992) und Le Bureau des Menus-Plaisirs (Office of the Revels) et la mise en scène à la cour d'Élizabeth (Löwen 1910) und wurde in Rennes Professor für Englisch. Nach Kriegsdienst (ab 1914) reiste er ab 1919 in Vortragsmission durch die Vereinigten Staaten, in enger Tuchfühlung mit dem ihm befreundeten Botschafter Jean Jules Jusserand und dem Mitstreiter Anatole Le Braz. 1922 übernahm er eine Lehrstuhlvertretung an der Sorbonne und kehrte dann auf seinen Lehrstuhl in Rennes zurück, wurde aber 1927 an die Columbia University berufen und war schließlich von 1929 bis zu seiner Emeritierung 1943 Sterling Professor für Französisch an der Yale University.

Feuillerat war Ritter der Ehrenlegion und Ehrendoktor der Universitäten Löwen und Manchester.

Albert Feuillerat war der Schwager von Paul Bourget.

## Weitere Werke

### Anglistik
- (Hrsg.) Documents relating to the office of the revels in the time of queen Elizabeth, Löwen 1908
- (Hrsg.) The Complete works of Sir Philip Sidney, 3 Bde., Cambridge 1912–1923, Teilnachdruck  Ann Arbor 1994
- (Hrsg.) Shakespeare, Oeuvres choisies, 2 Bde., Paris 1930
- The Composition of Shakespeare's plays. Authorship. Chronology, New Haven 1953

### Romanistik
- French life and ideals, New Haven 1925
- Comment Marcel Proust a composé son roman, New Haven 1934, Genf 1972, New York 1973
- Paul Bourget. Histoire d'un esprit sous la Troisième République, Paris 1937
- Baudelaire et la Belle aux cheveux d'or, Paris/New Haven/London 1941
- Baudelaire et sa mère, Montreal 1944